# Behind the Music
Behind the Music es un programa de televisión de corte documental del canal VH1 que se emitió en todas las subfiliales del canal en el mundo desde 1996 hasta 2006, y continúa transmitiendo episodios nuevos de manera esporádica. 

## Premisa
Cada programa se enfoca en un músico o grupo musical, documentando tanto los éxitos de los músicos como los problemas que enfrentaron a lo largo de sus carreras. Excepto por los primeros dos capítulos (los que estuvieron enfocados en Milli Vanilli y MC Hammer), todos los programas estuvieron narrados en inglés por Jim Forbes. Forbes más tarde grabó de nuevo la narración del programa de Milli Vanilli, cuando fue modificado por el fallecimiento de Rob Pilatus. Las transmisiones británicas de los episodios enfocados en Thin Lizzy y Genesis fueron narrados por Mary Anne Hobbs mientras Forbes narraba las transmisiones en Estados Unidos.
El criterio de VH1 para seleccionar a los músicos que aparecerían en el programa, fue en muchos casos, hacer una reseña biográfica de aquellos que ya no están en el negocio de la música, o que fueron suficientemente significantes en la historia del rock para aparecer en la serie. Esto es lo opuesto al otro programa biográfico de VH1, VH1's Legends, el cual presenta reseñas biográficas de quienes han tenido mucho peso en la industria musical. Pero ha habido ciertos casos en los que un mismo artista ha sido presentado tanto en Behind the Music como Legends, gente como Tina Turner, Queen, Elton John, John Lennon (aunque Behind The Music se enfocó exclusivamente en los meses y días anteriores a la muerte de Lennon, en 1980) y Pink Floyd (aunque su episodio de Behind the Music fue la transmisión norteamericana del documental producido por la BBC, llamado Behind the Wall en junio de 2000). El documental Pink Floyd: Behind the Wall se enfocó principalmente en el proceso de la realización del álbum de la banda de 1979, The Wall, el concierto muestra qué sucedió en el mismo y en la realización de la película Pink Floyd – The Wall y no hay narración alguna.
Otro episodio de Behind the Music, acerca de KISS fue renombrado como KISS: Behind the Makeup (KISS: detrás del maquillaje) en julio de 2001 (el cual tuvo una duración de dos horas). Aquí se presentó como narrador a Matt Pinfield, quien trabajara anteriormente en otro programa de MTV, llamado 120 Minutes, como narrador en lugar de Jim Forbes.
Un programa derivado con duración de solo media hora llamado BTM2 (contracción de "Behind the Music 2"), presentó las carreras de artistas nuevos, pero dicho programa no duró mucho al aire.

## Músicos y bandas
La siguiente es una lista de los diferentes artistas que han aparecido en esta serie:
| 0-9 - 50 Cent - 2Pac A - Aaliyah - AC/DC - Aerosmith - Tori Amos (BTM2) - The Animals - Anthrax B - Backstreet Boys - Bad Company - Badfinger - The Bangles - Barenaked Ladies - Bay City Rollers - Beck (BTM2) - Pat Benatar - The Black Crowes - Mary J. Blige - Blind Melon - Blondie - Blues Traveler - Bon Jovi - Sonny Bono - Boy George y Culture Club - Boyz II Men - Brandy - Lindsey Buckingham - Bush (BTM2) C - Christina Aguilera - Courtney Love - Glen Campbell - The Carpenters - David Cassidy - Harry Chapin - Cher - Chicago - Christina Aguilera - Joe Cocker - Natalie Cole - Paula Cole (BTM2) - Alice Cooper - Counting Crows (BTM2) - Creed - Jim Croce - David Crosby - Sheryl Crow - The Cult D - Def Leppard - John Denver - Depeche Mode - Neil Diamond - Céline Dion - Dixie Chicks (BTM2) - Doobie Brothers - Dr. Dre - Duran Duran E - Gloria Estefan - Melissa Etheridge - Everclear F - Marianne Faithfull - Fleetwood Mac - Foreigner - Peter Frampton | G - Garbage - Leif Garrett - Gloria Gaynor - Gloria Trevi - Genesis - Geri Halliwell (BTM2) - Andy Gibb - The Go-Go's - Goo Goo Dolls - Grand Funk Railroad - Green Day - Guns N' Roses H - Hall & Oates - Heart - Faith Hill - Hootie & the Blowfish - Huey Lewis and the News - Michael Hutchence I - Ice-T - Billy Idol - Enrique Iglesias (BTM2) - Iggy Pop - Ice Cube J - Rick James - Jan and Dean - Jefferson Airplane - Billy Joel - Elton John - Jennifer Lopez - Quincy Jones - Journey - Judas Priest K - KC and The Sunshine Band - Kid Rock - Kiss (KISS: Behind The Makeup) - Gladys Knight - Lenny Kravitz L - Nick Lachey - Miranda Lambert - Queen Latifah - Cyndi Lauper - John Lennon - Julian Lennon - Jerry Lee Lewis - LL Cool J - Lynyrd Skynyrd - Limp Bizkit - Lil Wayne M - Madonna (dos programas diferentes) - The Mamas and the Papas - Bob Marley - Ricky Martin - Matchbox Twenty - MC Hammer - Meat Loaf - Megadeth - Metallica - John Mellencamp - George Michael - Bette Midler - Milli Vanilli (episodio premier) - The Monkees - Keith Moon - Alanis Morissette - Mötley Crüe | N - Ricky Nelson - Willie Nelson - New Edition - New Kids on the Block (debut, 28 de septiembre de 2008) - Stevie Nicks - No Doubt - The Notorious B.I.G. - Ted Nugent O - Oasis - Sinéad O'Connor - Tony Orlando - Ozzy Osbourne - Donny y Marie Osmond P - Pink - Pantera - The Partridge Family - Teddy Pendergrass - Tom Petty - Pink Floyd (Pink Floyd: Behind The Wall) - Pixies - Pitbull - Poison - The Police - Iggy Pop - Alan Price - Public Enemy - Puff Daddy Q - Quiet Riot R - Bonnie Raitt - Ratt - Red Hot Chili Peppers - R.E.M. - REO Speedwagon - Busta Rhymes - Lionel Richie - Robbie Robertson - Run-DMC S - Salt-n-Pepa - Selena - Brian Setzer - Smash Mouth (BTM2) - Snoop Dogg - Britney Spears - Spice Girls - Sumo - Rick Springfield - Steppenwolf - Cat Stevens - Rod Stewart - Sting - Stone Temple Pilots (en producción)[cita requerida] - Styx - Sublime - Donna Summer T - T.I. - Thin Lizzy - Tiffany - TLC (dos programas diferentes) - Peter Tosh - Tina Turner - Shania Twain - Twisted Sister - Tupac Shakur U - Usher V - Vanilla Ice W - "Weird Al" Yankovic |

## Otras presentaciones
En vez de músicos, algunos episodios fueron documentales acerca de eventos musicales, películas, y personas influyentes (sin ser músicos) en la música mundial. Los siguientes episodios aparecieron a lo largo de la serie:
- Música de 1968
- Música de 1970
- Música de 1972
- Música de 1975
- Música de 1977
- Música de 1981
- Música de 1984
- Música de 1987
- Música de 1992
- Música de 1994
- Música de 1999
- Música de 2000
- Flashdance
- Alan Freed
- El día que murió la música
- Grease
- Hair
- Lilith Fair
- The Rocky Horror Picture Show
- Saturday Night Fever
- Russell Simmons
- Studio 54
- American Pie
- Top Gun
- Woodstock '69